# LinuxBoot
LinuxBoot est un firmware sous licence libre, d'amorçage (boot en anglais) de système d'exploitation, en utilisant les pilotes déjà présents dans le noyau Linux. Son but est de permettre de s'affranchir des pilotes propriétaires, présent dans des firmwares tels que les BIOS des compatibles IBM-PC.
Il reprend l'idée qui a germé en 2001 pour LinuxBIOS (maintenant appelé coreboot), d'amorcer le système avec Linux.
Ses tâches peuvent inclure l'initialisation de la DRAM, du stockage ou des interfaces réseau, ainsi que d'effectuer les fonctions liées à la sécurité avant de démarrer le noyau Linux.